# Leopold Ambronn
Friedrich Anton Leopold Ambronn (27. oktober 1854 i Meiningen - 8. juni 1930) var en tysk astronom.
Ambronn blev i 1880 assistent ved Deutsche Seewarte i Hamburg og var i årrækken 1889-1920 tilknyttet observatoriet i Göttingen. I 1892 blev han ansat som privatdocent ved Göttingens Universitet, hvor han i 1902 blev fastansat som professor.
I perioden 1882-83 var Ambronn leder af den tyske polarekspedition til Kingua-fjord, beskrevet i Die deutsche Expeditionen in 1882-83 I, II (Berlin 1886). Han har desuden analyseret de geodætiske og astronomiske observationer, som blev indsamlet under begge de tyske ekspeditioner. I Göttingen har Ambronn i særdeleshed arbejdet med heliometeret. Hans vigtigste publikation er Handbuch der astronomischen Instrumentenkunde I, II (Berlin 1899). Denne udgivelse var længe betragtet som uundværlig for enhver, der enten skulle bygge et astronomisk instrument eller skal arbejde med det.